# Clima Europei

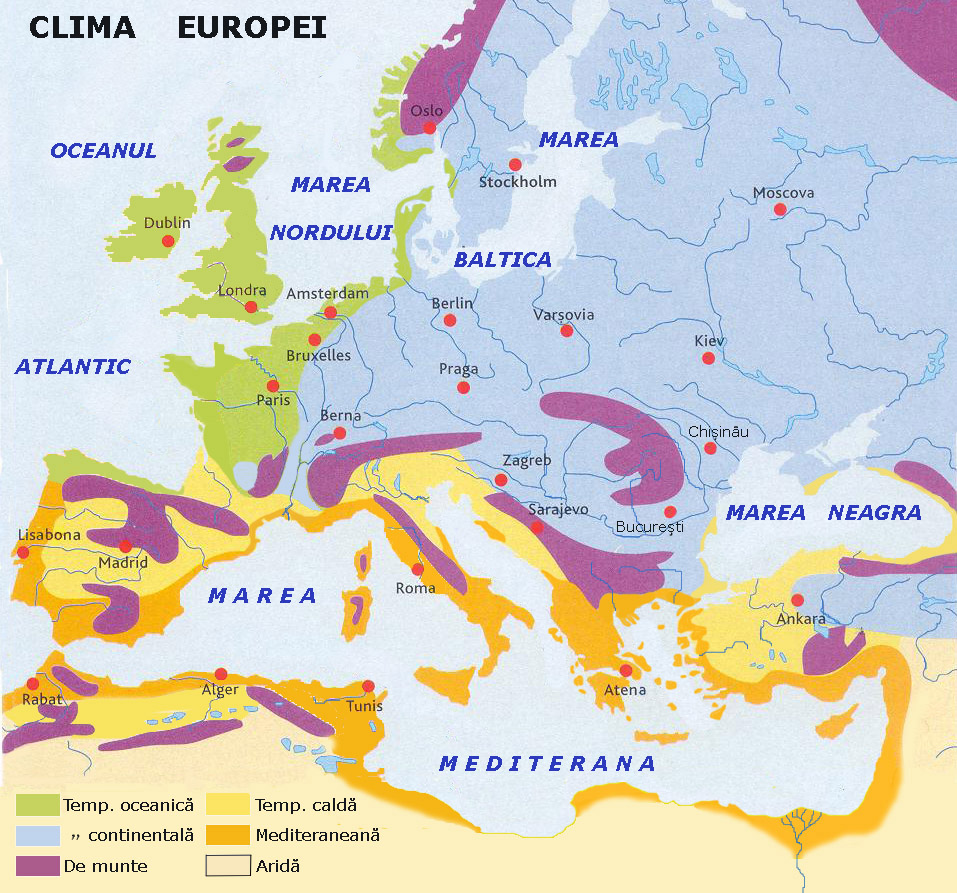
Clima Europei

Clima Europei este, în general, temperată cu patru anotimpuri, dar de-a lungul țărmurilor și în zonele muntoase există zone climatice particulare.
La nivel continental, principalii factori generici derivă din factorii generici ai climei planetei: radiația solară care determină caracterul temperat al planetei, existența curenților maritimi dinspre Oceanul Atlantic, aspectul și altitudinea reliefului și existența unei mase continentale de întindere din ce în ce mai mare spre răsărit, care determină continentalismul temperaturii și precipitațiilor (adică un regim din ce în ce mai contrastat spre răsărit, cu veri mai calde, ierni mai reci, ploi abundente și secete prelungite).

## Elemente climatologice
a) continentul european este situat aproape în întregime în zona de climă temperată ce îi conferă anumite particularități, dintre care cele mai specifice sunt existența a patru anotimpuri și variabilitatea duratei zilelor și nopților de-a lungul anului. Astfel, sub aspect termic (al temperaturilor) remarcăm o mare diferență (până la 50°C uneori) între lunile extreme : ianuarie și iulie, mai ales spre estul continentului, unde clima este din ce în ce mai contrastată (continentalism). Regimul precipitațiilor este, în general, cel specific zonelor și subzonelor climatice temperate, cu aceeași creștere a gradientului de continentalisme spre răsărit (ploi și secete mai accentuate).
b) privind România, în partea de sud a țării există valori ale temperaturii medii anuale mai mari de 10°C, iar în nordul țării de circa 8,5°C. Cantitatea de precipitații este mai mare în partea de vest a țării, unde se resimte prezența influențelor oceanice. Atât cantitatea de precipitații, cât și temperaturile medii anuale se modifică și în funcție de altitudine.

## Zone climatice
a) la nivel european se pot identifica mai multe tipuri de climă, îndeosebi printr-o zonare latitudinală:
- clima mediteraneană în sud;
- clima temperat-oceanică în vestul continentului;
- clima temperat-continentală în estul continentului;
- clima temperată de tranziție în centrul continentului;
- clima subpolară în extremitatea nordică.

b) în România și în republica Moldova distingem mai multe etaje și nuanțe climatice care se datorează, în primul rând, dispunerii latitudinale și altitudinale, dar sunt cauzate și de influențele climatice exterioare. Clima țărilor noastre este marcată de următoarele influențe climatice exterioare:
- influențe oceanice în zona de vest a României (Banat, Crișana, mai puțin Transilvania centrală, unde sunt resimțite vânturile de vest și unde precipitațiile sunt mai bogate;
- în partea de sud-vest a României (Banat, Oltenia) sunt resimțite influențele submediteraneene caracterizate prin temperaturi mai mari și precipitații mai abundente primăvara și toamna;
- influențe de ariditate sunt resimțite în zona de est a României (Moldova sudică și Dunărea de Jos) și în zona de sud a republicii Moldova, unde se manifestă printr-un continentalism termic cu zile aproape tropicale și secetoase, respectiv precipitații reduse;
- între zona influențelor submediteraneene și cea a influențelor aride (anume în centrul Câmpiei Române, în Podișul Getic și Subcarpații Getici) este prezentă o zonă de tranziție;
- în zona de nord-est a României (Moldova nordică) și de nord a republicii Moldova sunt resimțite influențe scandinavo-baltice caracterizate prin temperaturi mai scăzute, precipitații solide (ninsori) frecvente și vânturi reci;
- în zona de sud-est a României (Dobrogea) sunt resimțite influențele pontice printr-un microclimat specific, influențat de Marea Neagră.